# NOW Best Of Dance 2004
NOW Best Of Dance 2004 er et dansk opsamlingsalbum udgivet 15. november 2004 af NOW Music. 

## Spor

### Disc 1
1. Danzel: "Pump It Up"
2. Bombay Rockers: "Rock Tha Party" (Busy Body Remix)
3. Safri Duo feat. Clark Anderson: "Rise (Leave Me Alone)"
4. Nina Sky feat. Jabba: "Move Ya Body"
5. The Underdog Project: "Saturday Night"
6. Kelis: "Trick Me" (Artficial Intelligence Remix)
7. Alcazar: "This Is The World We Live In"
8. DJ Tocadisco: "Nobody (Likes The Records That I Play)"
9. Musikk feat. John Rock: "Summer Lovin'"
10. Junior Jack: "Stupidisco"
11. Burhan G: "Take U Home"
12. Drunkenmunky: "Yeah!"
13. Gipsy: "Gipsy"
14. Marly: "You Never Know"
15. 3 Of A Kind: "Baby Cares"
16. Bent Fabric: "Shake" (Spanish Fly Remix)
17. Scent: "Up & Down"
18. Tiga: "Pleasure From The Bass"
19. Borderline: "Behind Blue Eyes"

### Disc 2
1. George Michael: "Amazing" (Jack'N'Rory 7" Vocal Mix)
2. Beyoncé: "Naughty Girl"
3. Stonebridge feat. Therese: "Put 'Em High"
4. Maria: "Tô Nem Ai"
5. Fatman Scoop feat. The Crooklyn Clan: "It Takes Scoop"
6. Rune: "Calabria"
7. Y-Not: "Y-Not"
8. Toniee: "Kick It"
9. Benny Benassi: "No Matter What You Do"
10. Gabry Ponte: "La Danza Delle Streghe"
11. DJ Casper: "Cha Cha Slide"
12. Shapeshifters: "Lola's Theme"
13. Stonebox: "Divorce (What About The Music)"
14. Royal Gigolos: "California Dreamin'"
15. Brad Carter: "Morning Always Comes Too Soon"
16. Boogie Pimps: "Somebody To Love"
17. Scissor Sisters: "Comfortably Numb"
18. Dr. Alban: "Sing Hallelujah! (Recall 2004)"
19. Narcotic Thrust: "I Like It"